# أندرس هاوغن
أندرس هاوغن (بالإنجليزية: Anders Olsen Haugen)‏ (بالنرويجية البوكمول: Anders Haugen)‏ هو متزحلق نرويجي وأمريكي، ولد في 24 أكتوبر 1888 في بو في النرويج، وتوفي في 14 أبريل 1984 في يوكيبا في الولايات المتحدة بسبب قصور كلوي.

## وصلات خارجية
- أندرس هاوغن على موقع الاتحاد الدولي للتزلج (القفز التزلجي) (الإنجليزية)
- أندرس هاوغن على موقع أوليمبيديا (الإنجليزية)